# Харден-Хикки, Джеймс
Джеймс Ха́рден-Хи́кки (англ. James Harden-Hickey; 8 декабря 1854, Сан-Франциско, США — 9 февраля 1898, Эль-Пасо, США) — американский литератор, дуэлянт, путешественник и авантюрист франко-американского происхождения. В 1893-1895 годах — самопровозглашённый монарх Княжества Тринидад, князь Джеймс I (англ. James I).

## Биография

### Ранние годы
Джеймс Алоизиус Харден родился 8 декабря 1854 года в Сан-Франциско, в разгар Калифорнийской золотой лихорадки, что повлияло на решение матери Джеймса уехать с ним в Париж, где детство Хардена пришлось на период Французской империи. Император Наполеон III, а именно его ораторское искусство и реформаторская деятельность, оказали значительное влияние на Джеймса. В детстве он учился в Бельгии у иезуитов, а затем изучал право в Лейпцигском университете. В возрасте 19 лет он поступил в военную академию Сен-Сир, которую окончил в 1875 году с высокими оценками.
Вскоре после окончания Джеймосм академии умер его отец. Три года спустя Харден-Хикки женился на графине де Сен-Пери и стал отцом двоих детей. К тому времени он овладел французским языком, научился владеть шпагой и начал писать романы.

### Литературная карьера
10 ноября 1878 года Харден-Хикки был впервые напечатан в газете Трибуле, названной в честь шута короля Людовика XII. Это произошло спустя восемь лет после низложения монархии во Франции. Харден-Хикки, будучи убеждённым роялистом, пытался бороться с республиканским строем вплоть до 1887 года.
По состоянию на 1880 год Харден-Хикки, пользовавшийся литературным псевдонимом «Сент-Патрис», опубликовал 11 романов. Сюжеты двух из них были заимствованы у Жюля Верна (роман «Михаил Строгов: курьер царя»), а ещё один создавался на основе «Дон Кихота» Мигеля Сервантеса. Романы Хардена имели явный антидемократический характер и пользовались успехом у монархистов. За решительную защиту церкви, проявлявшуюся как в литературной, так и в общественной деятельности писателя, он получил титул барона Священной Римской империи.
В конце 1880-х годов Джеймс Харден-Хикки развёлся со своей первой женой и отказался от католицизма, приобретя интерес к буддизму и теософии. После этого он отправился в путешествие по Азии, где в течение года жил в Индии, изучая санскрит и буддийскую философию. Он вернулся в Париж и встретился с Анни Харпер Флаглер, дочерью Джона Холдена Флаглера, успешного предпринимателя и одного из партнёра Эндрю Карнеги. 17 марта 1891 года они венчались в пресвитерианской церкви на Пятой авеню в Нью-Йорке, где Харден-Хикки жил на протяжении двух последующих лет.
Ещё до вступления во второй брак, во время путешествия в Тибет, судно Хардена-Хикки остановилось на острове Триндади в южной части Атлантики. Здесь он провозгласил себя правителем Тринидада, или, вернее, Джеймсом I, князем Тринидада. Однако вскоре Харден покинул архипелаг Триндади-э-Мартин-Вас, куда вернулся только в 1893 году.

### Князь Тринидада
Княжество Тринидад было основано Харденом-Хикки, вновь прибывшим на Тринидади, в 1893 году. Согласно его планам, в государстве предполагалось установить военную диктатуру во главе с самим князем в роли диктатора.

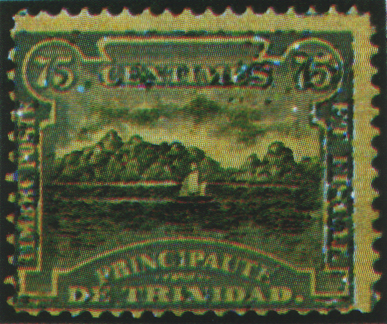
Почтовая марка княжества Тринидад

Харден-Хикки лично спроектировал флаг и герб княжества, почтовые марки, создал рыцарский орден «Креста Тринидада». Кроме того, он приобрёл шхуну для транспортировки колонистов, назначил графа М. де ла Буасьера на должность государственного секретаря, а также открыл консульство в Нью-Йорке. С целью привлечения средств для финансирования улучшения инфраструктуры на островах князь издал государственные облигации

.
В июле 1895 года британцы захватили власть на островах, который имел стратегически важное положение в Атлантическом океане. Джеймс Харден-Хикки был вынужден покинуть Триндади-э-Мартин-Вас. После этого он тщетно пытался добиться возврата власти, в том числе, привлекая к посредничеству США.

### Последние годы
В последние годы жизни Харден-Хикки находился в глубокой депрессии на почве невозможности возврата власти на островах Триндади-э-Мартин-Вас в силу необоснованности его претензий и отсутствия поддержки со стороны других государств. Единственным, кто оказал бывшему князю общественную поддержку, стала газета The New York Times, за что Харден-Хикки присвоил главному редактору печатного органа «Орден Тринидад».
Джеймс Харден-Хикки написал книгу под названием «Эвтаназия: Эстетика самоубийства», в которой подчёркивал, что самоубийство является особым, «привилегированным» видом смерти. Он писал, что жизнь не так важна, или что даже стоит жить для того, чтобы страдать. 9 февраля 1898 года он покончил жизнь самоубийством, приняв смертельную дозу морфия в отеле в Эль-Пасо. Перед тем, как совершить суицид, он оставил жене предсмертную записку и ряд дорогих ему вещей, в том числе, сделанную им вручную княжескую корону.